# 영암 삼충각
영암 삼충각(靈岩 三忠閣)은 대한민국 전라남도 영암군 신북면에 있는 삼충각이다. 1987년 6월 1일 전라남도의 기념물 제108호로 지정되었다.

## 개요
임진왜란 때 순국한 박형준(1548∼1592)과 그의 아들인 박효남(1568∼1592)·박호남(？∼1592) 등 3부자의 충절을 기리기 위해 세운 비와 이를 보호하고 있는 비각이다.
조선 헌종 12년(1846) 이 지방 유림들이 상소문을 올려 철종 11년(1860) 지은 것이다. 고종 38년(1901), 1932년 2차례 보수를 하였고 1946년에 다시 지었으며, 1982년 지금의 모습으로 고쳐 세웠다.
규모는 앞면 3칸이며 지붕은 옆면에서 볼 때 사람 인(人)자 모양의 간결한 맞배지붕으로 꾸몄다.
나라에서 이들을 충신으로 인정하면서 내려준 현판과 3기의 비(碑)가 서 있다.

## 참고 자료
- 영암삼충각 - 국가유산청 국가유산포털